# 11984 Manet
11984 Manet este o planetă minoră (asteroid), cu un diametru de 5,679 km, din centura de asteroizi. A fost descoperită pe 20 octombrie 1995 la observatoire de la Côte d'Azur⁠(d) de Eric Walter Elst și a fost numită după Édouard Manet. 
Obiectul prezintă o orbită caracterizată de o semiaxă mare de 2,6276393 UAi, o excentricitate de 0,08, o înclinație de 1,49635 ° în raport cu ecliptica.